# Революционна гвардия на Либия
Вижте пояснителната страница за други значения на Гвардия.
Революционната гвардия на Либия (Liwa Haris al-Jamahiriya) или Защитници на джамахирията са либийските паравоенни спец части защитаващи Либия и Муамар Кадафи. Te наброяват 3000 добре въоръжени части с:
- Танкове Т-55 и Т-62
- Бронетранспортьори
- РСЗО
- 9К33 Оса
- ЗСУ-23-4

Цялото въоръжение е взето от редовната армия на Либия. Командвани са от Хасан ал Дир ал Кадафи.